# Dresdner Te Deum
Das Dresdner Te Deum (RMWV 8) ist ein geistliches Chorwerk von Rudolf Mauersberger nach Worten der Bibel und des Gesangbuches für Alt- und Baritonsolo, zwei getrennt aufgestellte gemischte Chöre sowie Orchester bestehend aus jeweils ein bis zwei Oboen, Klarinetten, Fagotte, Hörner und Trompete sowie ein bis drei Posaune, zwei Pauken, eine große Trommel, Glockenspiel, Stabglocken, ein bis zwei Violinen, Violoncello und Kontrabass sowie zusätzlich Harfe, Orgel und Liturgie. Das Dresdner Te Deum ist Mauersbergers erstes liturgisches Großwerk.

## Entstehungsgeschichte
Von der Besetzung her passt das Werk in Mauersbergers Schaffensphase von 1914 bis 1918, in der seine Sinfonie und großbesetzte Orchesterlieder entstanden. Erna Hedwig Hofmann erwähnte Pläne Mauersbergers um das Jahr 1917 für ein Te Deum Laudatus in oratorischem Stil für die Weihe der neuerbauten Kirche in Lyck (heute Elk in Polen). Erst vierzig Jahre später wurden die Pläne umgesetzt. Das Dresdner Te Deum entstand zwischen 1944 und 1945. Die ersten fünf Sätze schrieb Mauersberger 1944 im noch unzerstörten Dresden, die restlichen kurz vor Kriegsende in Mauersberg. Der ursprüngliche Titel lautete Liturgisches Te Deum nach Worten der Bibel und des Gesangbuches. Geplant war, die Komposition nach Kriegsende in der Dresdner Kreuzkirche aufzuführen.
Das Dresdner Te Deum wird unterschiedlich aufgenommen: Erna Hedwig Hofmann schrieb angesichts der Uraufführung von einer überwältigenden kultisch-musischen Feier, der Musikwissenschaftler Matthias Herrmann nannte es stilistisch und konzeptionsmäßig wirklich etwas daneben gegriffen. Die uneinheitliche Komposition war Grund für die ablehnende Haltung. Sie resultiert daraus, dass das Werk teilweise im letzten Kriegsjahr und nach dem Ende der Kriegshandlungen des Zweiten Weltkriegs und dem damit verbundenen Dank, vor größerem Unheil bewahrt zu sein, entstand. Mehrfach stellte Mauersberger das Werk um und veränderte es. Die letzte Fassung des Dresdner Te Deums stammt vom 29./30. Juli 1963.
Das Dresdner Te Deum enthält persönliche Aussagen, Hoffnungen, Gebete und Danksagungen Mauersbergers, wodurch es einen hohen biographischen Wert besitzt. Nach Herrmann führten schwankende Gemütsverfassung, das Herbeisehnen des Friedens, der Druck von außen [...] zu einem Werk, das dem Anspruch, künstlerisch das Konkrete ins Allgemeine zu heben, nur bedingt gerecht wird.

## Werk

### Aufbau
Das Dresdner Te Deum besteht aus acht Sätzen sowie einem vorangestellten Adiutorium und einem liturgischen Anhang. Satz IV wird durch ein instrumentales Vorspiel eingeleitet. Beschlossen wird das Werk mit Paul Gerhardts Friedenschoral aus dem Jahr 1648 Gott lob, nun ist erschollen das edle Fried- und Freudenwort. Mauersberger hält sich nur grob an den Aufbau des Lobgesanges, wie ihn Martin Luther 1529 verdeutscht hatte. Mauersberger macht das Tu rex gloriae nicht als eigenen Abschnitt deutlich.

### Textauswahl, Einsatz der Chöre, Musik
Mauersberger wählte für das Dresdner Te Deum unter anderem Psalmenverse, Texte aus der Offenbarung des Johannes und dem Galaterbrief.
Bedeutungsvolle Verse lässt Mauersberger die Männerstimmen Tenor und Bass unisono singen. Im vierten Satz singt der Bass: Ich hab dir, Gott, gelobt, dass ich dir danken will. Diese und weitere Bass-Soli mit Ich-Aussage lassen sowohl Hofmann als auch Grün vermuten, dass in diesen Soli Mauersberger selbst zu sehen ist.
Das Dresdner Te Deum ist Mauersbergers erster größerer Versuch, Raumspannung mit Chören zu erzeugen. Wie später beim Dresdner Requiem und bei der Lukaspassion übernehmen die Chöre unterschiedliche Funktionen. Der Hauptchor auf der Empore trägt die Psalmworte, der kleinere Altarchor die Christusworte vor. Der Altarchor trägt liturgische Gewänder und Kragen.
Abgesehen vom instrumentalen Vorspiel zum vierten Satz hat die Musik im Dresdner Te Deum nur eingeschränkt eine eigene Funktion. Sie besitzt eher textausdeutenden Charakter.

### Struktur
Der Aufbau folgt dem Rudolf-Mauersberger-Werke-Verzeichnis.
| RMW 8 | Textanfang                                                       | Informationen       |
| ----- | ---------------------------------------------------------------- | ------------------- |
| 1     | Adiutorium Deus in adiutorium meum intende                       |                     |
| 2     | Satz I Gott, mein Gott, ich will deinen Namen loben              |                     |
| 3     | Satz II Herr, was ist der Mensch                                 |                     |
| 4     | Satz III Auf Gott hoffe ich                                      |                     |
| 5     | Satz IV mit Orchestervorspiel Wenn sich Krieg wieder mich erhebt |                     |
| 6     | Satz V Ich halte mich Herr, zu deinem Altar                      |                     |
| 7     | Satz VI Hilf deinem Volk                                         |                     |
| 8     | Satz VII Herr, höre die Stimme meines Flehens                    |                     |
| 9     | Satz VIII Mein Gott, ich hoffe auf dich                          |                     |
| 10    | Liturgischer Anhang                                              |                     |
| 11    | Schlusschoral Gottlob, nun ist erschollen                        | Text: Paul Gerhardt |